# Usinage de paroi mince
Pour un article plus général, voir Usinage.
 (septembre 2024).
Si vous disposez d'ouvrages ou d'articles de référence ou si vous connaissez des sites web de qualité traitant du thème abordé ici, merci de compléter l'article en donnant les références utiles à sa vérifiabilité et en les liant à la section « Notes et références ».
L'usinage de paroi mince est un type d'usinage de pièces aux parois très fines de quelques millimètres. 
Les parois minces posent souvent des problèmes d'usinage, aussi bien par leur flexion statique que par leurs vibrations d'usinage. En pratique, la flexibilité de ces parois peut souvent être détectée par une simple pression manuelle, ce qui les rend sensibles à la moindre sollicitation pendant leur usinage. L'usinage des parois minces se fait en recourant au procédé de l'usinage à grande vitesse.

## Le phénomène physique
La flexion d'une paroi mince sous l'effort de coupe est un problème habituel pour les usineurs et nécessite donc de limiter les efforts de coupe et de soutenir la pièce. La limite de l'usinage est, qu'en pratique, à partir d'une certaine finesse de paroi, la dent de l'outil de découpe accroche en quelque sorte la paroi et celle-ci est happée, ce qui rend l'usinage trop difficile par ce procédé.
En présence de vibrations, il est nécessaire de maintenir la pièce quand cela est possible, mais limiter les efforts de coupe est souvent très coûteux en temps d'usinage. Parfois, le simple fait d'effleurer la pièce avec l'outil la fait entrer en résonance ce qui peut détruire la paroi qui se fait happer par l'outil.

## Les contextes d'usinages de parois minces
- En tournage, il s'agit essentiellement de l'usinage de tubes et éventuellement de disques.
- En fraisage, il s'agit le plus souvent de l'usinage de poches (parois et fond minces).
  - en 3 axes, pour l'usinage de poches profondes, l'outil a un corps souvent fin, ce qui le rend flexible, parfois autant que la pièce qu'il usine.
  - en 5 axes, il est souvent possible d'utiliser des outils coniques, avec un corps s'épaississant rapidement en remontant vers la broche, ce qui limite considérablement les problèmes de flexion d'outil.

## L'état des pratiques et de la recherche

### Pratiques industrielles
Afin de limiter les problèmes d'usinage aussi bien statiques que vibratoires, la rigidification de la pièce par un montage d'usinage adapté est souvent la solution la plus efficace. En effet, une contre-pièce massive permet un appui rigide de la pièce qui fléchit alors beaucoup moins sous les efforts de coupe et qui vibre beaucoup moins aussi (un contact large amène aussi un amortissement important pour les vibrations). Les montages peuvent être un simple appui bridé ou non, avec aspiration ou non, avec cales amovibles (pour les poches par exemple). Ces solutions sont toutes très efficaces, mais coûteuses, car il faut réaliser ce montage en plus de la pièce à usiner.
La stratégie d'usinage maintenant classiquement utilisée pour réaliser des parois minces est dite de descente alternée. Afin de limiter la flexion de la paroi, on l'usine alors une fois à droite et une fois à gauche, puis on descend, et on recommence. Cette stratégie est très efficace pour limiter les flexions statiques et éviter l'effet pied de sapin (des marches qui apparaissent et une épaisseur de paroi non constante). Malheureusement, elle ne résout pas toujours les problèmes de vibrations, il arrive souvent que la paroi vibre suffisamment pour qu'une zone déjà usinée entre en contact avec la partie haute de l'outil.
Il existe également un certain nombre d'outils et logiciels facilitant l'usinage des parois minces :
- Les logiciels de FAO proposent maintenant naturellement des stratégies de descente alternée et d'usinage point pour réaliser des parois minces.
- Les fabricants d'outils proposent des outils et des porte-outils de plus en plus rigides (outils en carbure monobloc, barreau en carbure de tungstène, montage fretté sur porte-outil conique, etc.)
- Les usineurs utilisent parfois des outils détalonnés (diamètre du corps d'outil plus petit que la zone de coupe), afin d'éviter des contacts du corps d'outil avec la pièce, qui apparaissent malheureusement même avec une stratégie de descente alternée.
- Des kits logiciels+capteurs sont proposés pour mesurer les fréquences de vibration des outils et choisir la meilleure vitesse de broche (selon la théorie des lobes de stabilité).

### Recherche industrielle et universitaire
Les modèles de comportement
- Efforts et déplacements : La modélisation des efforts de coupe est évidemment un enjeu majeur de recherche en usinage. Un modèle prédictif permettrait en effet de savoir avant d'usiner, les efforts exercés sur l'outil, la pièce et le porte-pièce, et la machine par exemple. On pourrait dans le cas des parois minces déterminer la déformation statique de la pièce sous l'effort de coupe et éventuellement compenser son recul par une compensation sur la trajectoire programmée de l'outil par exemple, minimisant ainsi la phase de mise au point.

- Évolution du comportement pendant l'usinage : L'usinage d'une paroi mince débute en général avec un brut assez massif pour amener progressivement à l'épaisseur finale. De ce fait, la pièce évolue constamment durant sa réalisation, ce qui complique la modélisation. Concrètement, en début d'usinage la pièce est rigide, ce qui autorise des prises de passe plus importantes, c'est alors l'outil ou la machine qui peinent le plus, en flexion statique ou en vibrations. En fin d'usinage, la paroi usinée est beaucoup plus flexible, les conditions de coupes sont donc fortement réduites pour limiter les déformations (statique et vibratoires). L'objectif de productivité maximale conduit donc à toujours se rapprocher au plus près des limites de la machine, de l'outil ou de la pièce. Les modélisations ont comme objectif de permettre cette optimisation pour toutes les phases du process.

- Les vibrations d'usinage : Les parois minces ajoutent le fait que lorsque l'outil avance le long de la paroi, lors de la finition par exemple, il rencontre différentes zones sur la pièce correspondant classiquement à des nœuds ou des ventres des différents modes de vibration, ce qui fait apparaître des états de surface très changeants sur la pièce. Une difficulté pour la modélisation s'ajoute par le fait que le contact outil-pièce rend la base modale pas toujours bien adaptée (la base modale correspond à des vibrations non contraintes de la pièce alors que l'outil rajoute une sorte de blocage).

Les stratégies étudiées
- Rigidifier la pièce : Afin de réduire les problèmes de vibrations lors de l'usinage des parois minces il est toujours bien adapté, comme dit précédemment, de rigidifier la pièce par un montage d'usinage adapté, quand cela est possible. Les simulations permettent alors de préciser avant même d'avoir commencé les usinages la solution la plus adaptée, voire de remettre en cause la forme de la pièce pour lui apporter plus de rigidité.

- Limiter la raideur de coupe
  - Réduire l'engagement axial: La théorie des lobes de stabilité a mis très tôt en évidence l'importance du rapport entre la raideur de la pièce ou de l'outil, et la raideur de la coupe (c'est-à-dire le coefficient qui lie le déplacement de l'outil dans la matière à l'effort de coupe, dans la direction de la vibration). Le paramètre le plus sensible pour diminuer ce ratio est la longueur projetée de l'arête de coupe dans la matière, ce qui a toujours amené les usineurs à naturellement réduire l'engagement axial de l'outil.
  - Modifier les angles de coupe: Une autre façon de diminuer la raideur de coupe est de jouer sur les angles d'outil de telle sorte que l'effort de coupe est parallèle à la paroi, ainsi la raideur de coupe serait théoriquement nulle, l'outil ni ne pousse ni ne tire la paroi.

- Limiter la mise en vibration, la résonance
  - Éviter les fréquences à problèmes : par le choix de la meilleure vitesse de broche (c.f. théorie des lobes de stabilité)
  - Ajouter de l'amortissement: par la lubrification, par le talonnage maîtrisé, par l'ajout de cales, …
  - Étaler le spectre d'excitation: par des outils à pas variables, par la rotation de broche à vitesse variable, etc.
  - Contrôler activement: par l'utilisation d'actionneurs (axes machine, porte-outil, etc.) pilotés dynamiquement en fonction de mesures, afin de contrecarrer les vibrations. En pratique les réalisations dans ce domaine pour le moment, sont principalement des régulations d'effort moyen ou de puissance par la diminution de l'avance de l'outil.